# Stargard
Stargard (en els anys 1950-2015: Stargard Szczeciński; en alemany: Stargard in Pommern) és una ciutat de la regió de Pomerània, al nord-oest de Polònia, a uns 60 km de la frontera amb Alemanya, al costat del riu Ina, i amb una població aproximada de 71.367 habitants. La ciutat forma una aglomeració urbana amb les ciutats veïnes de Szczecin, Świnoujście, Police, Goleniów, Gryfino i Nowe Warpno. És la capital del comtat de Stargard, en la voivodia de Pomerània occidental (des de 1999), pertanyent anteriorment a la voivodia de Szczecin (1975-1998).
El dia 1 de gener de 2016 va canviar el seu nom de Stargard Szczeciński a Stargard. El canvi es deu al fet que era la ciutat més gran de Polònia i una de més grans al món el nom del qual prové del nom d'una altra ciutat (szczeciński en polonès és l'adjectiu provinent del nom de la ciutat Szczecin).
Stargard, destruïda en 1120, va ser erigida com a ciutat el 1229, es va unir a la Lliga Hanseática i va ser fortament fortificada. Va ser important durant la Guerra dels Trenta Anys.
És un important nus ferroviari, on destaquen les indústries metal·lúrgiques i de la fusta.

## Fills il·lustres
- Martin Friedland, (1881-1940), fou un compositor.
- Julius Steffens, (1831-1882). violoncel·lista i compositor.

## Edificis i monuments històrics
- Església de Santa María (Segle XV): Una de les majors esglésies de maons d'Europa.
- Església de Sant Joan (Segle XV): Torre de 99 metres.
- Fortificacions medievals (Segles XIII-XVI): Murs, portes i torres.
  - A destacar la Torre del Mar Roig (en polonès Baszta Morze Czerwone) de 1513.
- Ajuntament renaixentista (Segles XV-XVI).
- Edificis gòtics.
- Graners (segle xvi).
- Creu expiatòria (1542).
- Columna de la victòria (1945).

## Esports
- Spojnia Stargard Szczecinski: Equip masculí de bàsquet, va quedar 11è en la Polska Lliga Koszykówki (Lliga de Bàsquet Polonesa) en la temporada 2003/04

## Població històrica
| Any  | Habitants |
| 1618 | 12.000    |
| 1640 | 1.200     |
| 1688 | 3.600     |
| 1720 | 400       |
| 1740 | 5.529     |
| 1786 | 6.243     |
| 1800 | 7.000     |
| 1901 | 25.000    |
| 1913 | 28.000    |
| 1929 | 34.600    |
| 1939 | 39.760    |
| 1945 | 2.870     |
| 1950 | 20.684    |
| 1960 | 33.650    |
| 1970 | 44.460    |
| 1975 | 51.400    |
| 1980 | 59.227    |
| 1990 | 71.000    |
| 1995 | 72.254    |
| 2015 | 68.922    |